# Henri Martin (historiador)

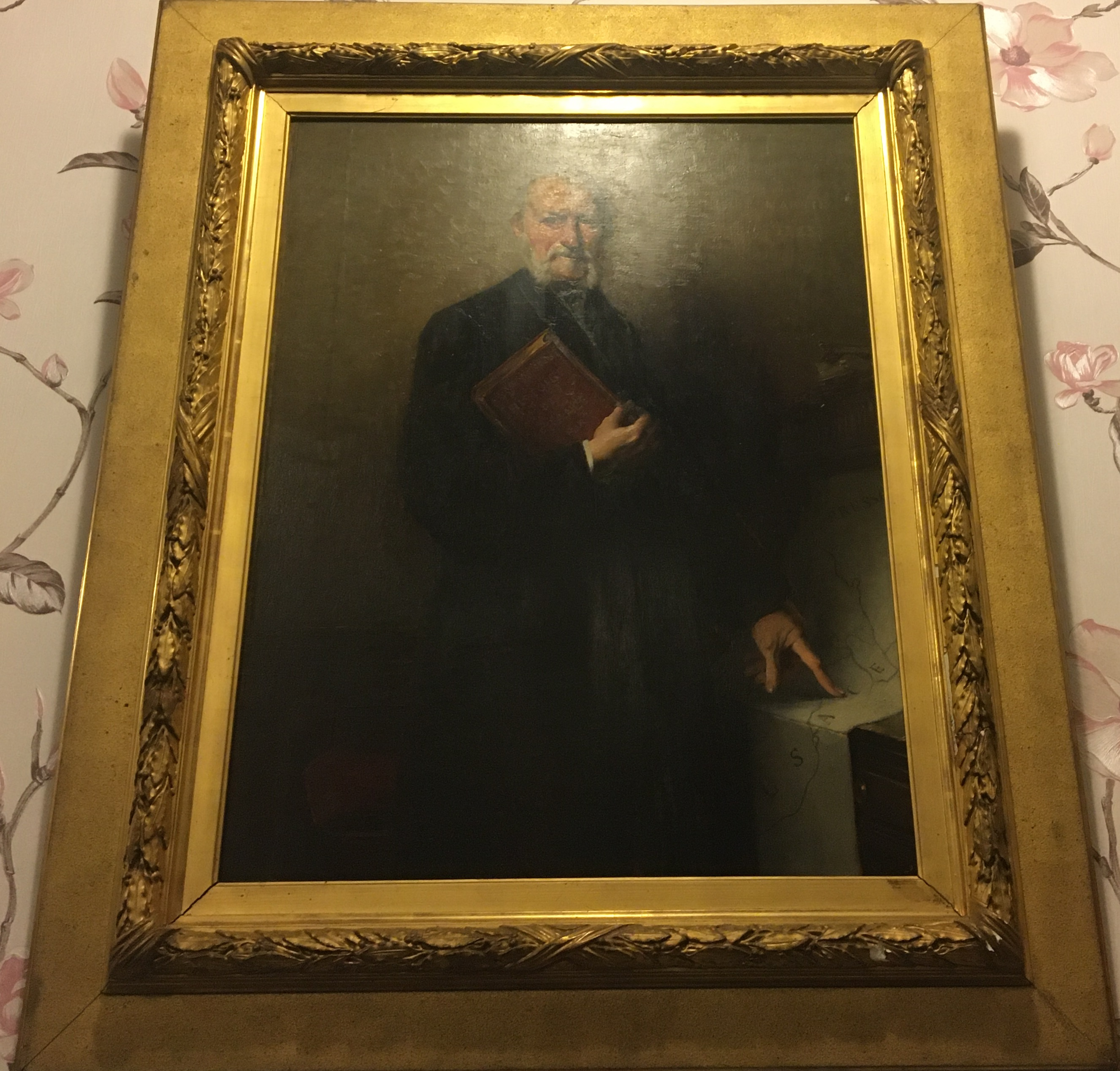
Henri Martin por Désiré Laugée (sociedad académica).

Henri Martin, (San Quintín, 20 de febrero de 1810- Passy, 14 de diciembre de 1883) fue un historiador, ensayista, novelista y político francés.

## Biografía
Henri Martin se benefició, desde muy joven, de la notable biblioteca heredada por un pariente de su padre, juez de un tribunal de lo civil. La lectura asidua le permitió desde muy pronto el gusto por la historia, pero su padre, siguiendo la tradición familiar, lo destina al notariado, enviándolo, a los dieciocho años, después de sus estudios en la escuela secundaria de su ciudad natal, en París. como pequeño empleado en una notaría de la rue de la Harpe. Pero, una vez en París, encontró a su compatriota y amigo Félix Davin, tres años mayor que él, empleado comercial pero apasionado, como él, por la literatura.
Martin se asoció, bajo el seudónimo de «Irner», a Davin para colaborar a una novela, aparecida en los primeros meses de 1830, titulada Wolfthurm o la Toour du loup, novela cuya acción transcurre en la época de la invasión de Tirol por las tropas francesas mandadas por el general Lefèvre.
Durante la Revolución de Julio, tomó parte activa en los acontecimientos. Después de Wolfthurm, Davin le presentó al bibliófilo Jacob, Paul Lacroix, quien le recibió con los brazos abiertos. La cooperación entre este último, un polígrafo prodigiosamente activo, y el joven notario, deseoso de ganar lo suficiente con su pluma para obtener permiso de su padre para abandonar la profesión notarial, fue sumamente productiva, sobre todo porque, casado a los veintiún años con la hija de un comerciante de San Quintín, el joven matrimonio no era acomodado. Es difícil encontrar una revista literaria, una publicación, una colección cualquiera, de 1830 a 1835, donde Martin no haya publicado su prosa, y a veces sus versos. El bibliófilo Jacob, que entonces dirigía tres o cuatro periódicos, le hizo escribir en el Mercure, el Gastronome, la Garde national, cuya dirección le había ofrecido Émile de Girardin, en 1830, pero que duró apenas tres meses. Escribió también en la Mode, el Journal des Demoiselles, el Livre de beauté, los Sensitives, el album des Salons.
Henri Martin, en esta época, se creía ante todo un poeta. Apasionado de las leyendas, las buscó por todas partes, incluso en Oriente, y estudió seriamente las lenguas orientales, antes de abandonarlas más tarde. Hasta la época de su gran Histoire de France, llevó valientemente una vida laboriosa y difícil. En 1832, en el libro Les Cent et Un de Ladvocat, publicó una Visite à Saint-Germain-en-Laye. En la misma fecha, escribió Gad le forgeron para las Cent et une nouvelles y emprendió una sátira semanal, el XIXe siècle, del que sólo aparecieron dos o tres números; también publicó Minuit et Midi, seguido pronto por Libelliste, novelas históricas; la Vieille Fronde, escenas al estilo de Vitet. Finalmente, siempre en 1832, presentó La Gaîté, con Pixérécourt, un drama en tres actos y seis escenas: la Abbey-aux-Bois, ou la Femme de chambre. El mismo año, sin embargo, publicó La Vieille Fronde, una obra sobre la Fronda parlamentaria, que ofrece una visión general de su futura labor como historiador. En efecto, ese año, Alfred Mame se acercó al bibliófilo Jacob para tener una Histoire de France de cierta importancia como extensión, capaz de convertirse en un libro de colección, una fuente de ingresos anuales para la casa. Este último concibió la idea de componer este libro con extractos de los principales historiadores de cada época, unidos por transiciones y complementos para llenar los vacíos de los períodos faltantes, como había hecho Próspero de Barante para su Histoire des ducs de Bourgogne de la maison de Valois.
Solicitado este proyecto, Martín, después de muchas dudas, decidió entregar a Lacroix una Histoire des Gaulois, a quienes había estudiado especialmente. Publicado en 1833, en un pequeño volumen de 32, obtuvo cierto éxito, el formato original fue cambiado al de octavo para no alargar demasiado el número de volúmenes. Se reimprimió la Histoire des Gaulois para abrir la nueva edición, y el resultado fue su Histoire de France en quince volúmenes (1833-1836), que primero llevó el nombre de Lacroix, que había aportado la idea y el plan general, había supervisado su realización, prestó volúmenes de su considerable biblioteca, para hacer los resúmenes. También repasó el estilo de Martin, cuyo nombre no empezó a aparecer hasta el decimotercer volumen. Seestaba llegando a su fin y, cuando llegó el momento de preparar las ediciones posteriores, Lacroix le dijo al librero: «Ya no es conmigo con quien debe tratar; es con Henri Martin, el verdadero, el único autor». El librero accedió a regañadientes, porque la obra tuvo éxito, pero era él el verdadero y casi el único autor. Se acordó publicar primero tal cual una nueva edición de la Histoire de France par les principaux historiens, enriquecida con imágenes, mientras Martin prepararía la siguiente edición revisada.
Martin creó una obra completamente nueva, en la que no quedó, por así decirlo, ni una línea de la primera, y posteriormente continuó transformando y reelaborando esta obra maestra revisada y ampliada (4 ed., 16 vols. más un índice, 1861-1865), le valió, en 1856, el Primer Premio de la Academia, y en 1869 el gran premio bianual de 20 000 francos. En 1867 se publicó una versión abreviada en siete volúmenes destinada a un público más amplio. Con su secuela, l’Histoire de France depuis 1789 jusqu’à nos jours (8 vols., 1878-1883), ofreció una historia completa de Francia, y reemplazó a la Histoire des Français de Jean de Sismondi. Su Histoire de France es la más difundida de su época junto con la de Jules Michelet.
A partir de cierto momento, esta Histoire de France que se hizo famosa, y en la que sintetizó sus cualidades de poeta y notario, llenó tan bien la vida de Martín que superó todas sus otras obras en ocultar todo lo demás. Este trabajo, sin embargo, adolece de algunos defectos: sus descripciones de los galos están demasiado influenciadas por Jean Reynaud y su filosofía cosmogónica, y se basan, a este respecto, más en la leyenda que en la historia. Republicano librepensador, había adoptado, al relatarlas, las doctrinas de los druidas, cuyo espiritualismo admiraba, consolándose con su creencia en la inmortalidad consciente. A menudo deja que sus prejuicios distorsionen su juicio sobre la política y la historia religiosa del Antiguo Régimen. Su conocimiento de la Edad Media adolece de lagunas y sus críticas son irrelevantes. No obstante, dio un gran impulso a los estudios celtas y antropológicos. Tuvo la idea de sustituir las principales fases de la historia francesa (en particular las dinastías) por héroes acompañados de sus mitos: Vercingétorix, Juana de Arco, etc. Los últimos seis volúmenes, dedicados a los siglos XVII y XVIII, son superiores a los anteriores. Entre sus otras obras, citamos: De la France, de son génie et de ses destinées (1847), Daniel Manin (1860), La Russie et l'Europe (1866), Études d’archéologie celtique (1872), Les Napoléon et les frontières de la France (1874).

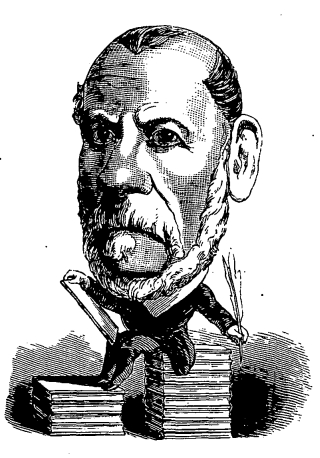
Caricatura publicada en Le Trombinoscope por Touchatout en 1873.

En 1848, Carnot, ministro interino de Instrucción Pública, le encargó impartir un curso en la Sorbona sobre la historia diplomática de la Revolución. Teniendo en cuenta los acontecimientos de la época, cumplió su cometido solo durante seis meses.

## Carrera política
Redactor jefe del Siècle, Martin fue también alcalde del XVI distrito de París en 1870, después de 1880 a 1883, y se sentó en la Asamblea nacional como diputado por Aisne (también elegido en París, optó por el primer departamento) en 1871. Fue elegido miembro de la Academia de Ciencias Morales y Políticas en 1871, y de la Academia Francesa en la silla 38 el 13 de junio de 1878, en sustitución de Adolphe Thiers, donde su recepción provocó cierto ruido. Senador por Aisne en 1876, dejó pocos recuerdos como político. Sin embargo, apoyó el proyecto de ley aprobado por la cámara para establecer el 14 de julio como Fiesta Nacional y pronunció delante del Senado un discurso en este sentido, el 29 de junio de 1880.

Quoi qu’on puisse penser de son talent et de ses opinions, Henri Martin est un brave homme, – il n’y a qu’une voix là-dessus parmi tous ceux qui le connaissent, – obligeant, désintéressé, profondément honnête. C’est un naïf qui croit aux rêveries druidiques, aux vertus et à l’infaillibilité du peuple, à l’avènement de l’âge d’or par la République. Au physique, Henri Martin est grand, maigre, l’air gauche, le teint haut en couleur, les cheveux, les moustaches et le collier de barbe tout blancs, vigoureux encore, marcheur intrépide. Un de ses vieux amis m’assure qu’il était très beau en 1832, qu’il avait l’air d’un héros de roman du XVII. Il a changé. Il demeure à Passy, non loin du seul fils qui lui reste, le docteur Martin, habile accoucheur et entomologiste distingué. Il avait un autre fils, un peintre, mort jeune et fou. Henri Martin a mis une rare persévérance à poursuivre son fauteuil. Pendant tout près d’un quart de siècle, il s’est tenu à l’affût, guettant toujours, se présentant de temps à autre, et lorsqu’il ne retirait pas sa candidature au dernier moment, recueillant la voix de son ami M. Legouvé, renforcée quelquefois d’une ou deux autres. Aujourd’hui, le voici au terme de ses vœux : tout vient à point à qui sait attendre: 293 .
Independientemente de lo que se piense sobre su talento y sus opiniones, Henri Martin es un hombre valiente –sólo hay una voz entre todos los que lo conocen–: servicial, desinteresado, profundamente honesto. Es un ingenuo que cree en los ensueños druídicos, en las virtudes y la infalibilidad del pueblo, en el advenimiento de la edad de oro a través de la República. Físicamente, Henri Martin es alto, delgado, de aspecto torpe, tez colorida, cabello, bigote y barba de cuello todo blanco, todavía vigoroso, caminante intrépido. Uno de sus viejos amigos me asegura que era muy guapo en 1832, que parecía un héroe de una novela siglo XVII. El cambio. Vive en Passy, no lejos del único hijo que le queda, el doctor Martín, una hábil partera y distinguido entomólogo. Tuvo otro hijo, pintor, que murió joven y loco. Henri Martin mostró una perseverancia poco común en la consecución de su cátedra. Durante casi un cuarto de siglo permaneció alerta, siempre observando, presentándose de vez en cuando, y cuando no retiró su candidatura en el último momento, recogiendo el voto de su amigo [ [Ernest Legouvé|Sr. Legouvé]], a veces reforzado con uno o dos más. Hoy, aquí está al final de sus votos: todo llega a su tiempo a quienes esperan: 293 .

Contribuyó a la fundación de la Liga de Patriotas, de la que fue el primer presidente. Fue también uno de los fundadores y presidentes honorarios de la Société des gens de lettres.
Murió en 1883 en residencia en el XVI distrito 16 donde vivía desde 1878. Una placa conmemorativa le rindió homenaje. Está enterrado en el cementerio de Montparnasse. En 1885, la ciudad de París dio su nombre a un segmento de la Avenue du Trocadéro, de modo que el ayuntamiento del distrito tenía allí su dirección. Parte del resto de la antigua Avenue du Trocadéro es hoy Avenue Georges-Mandel.

## Homenajes
- Georges Laugée pintó un Retrato de Henri Martin que ganó una medalla en el Salón de Artistas Franceses de 1881.
- Una avenida parisina en el XVI distrito lleva su nombre, la dirección del ayuntamiento en el distrito (usado en el tablero de juego Monopoly), así como una estación RER C
- Un instituto de Saint-Quentin, su ciudad natal en Aisne, lleva su nombre.

## Obras
- Wolfthurm, 1830.
- La Vieille Fronde, 1832.
- Minuit et midi, 1832.
- Le Libelliste, 1833.
- Histoire de France (con Paul Lacroix, le Bibliophile Jacob) (1833-1836)
- Histoire de la ville de Soissons, 1837.
- De la France, de son génie et de ses destinées, 1847.
- La Monarchie au XVIIe siècle, 1848.
- Daniel Manin, 1859.
- Histoire de France depuis les temps les plus reculés jusqu’en 1789, 1860.
- L'Unité italienne et la France, 1861.
- Jean Reynaud — Pologne et Moscovie, 1863.
- Le 24 février, 1864.
- Vercingétorix, 1865)
- La Séparation de l'Église et de l'État, 1865.
- La Russie et l'Europe, 1866.
- Dieu dans l'histoire, 1867)
- Histoire de France populaire, 1867-1875.
- Études d’archéologie celtique, 1871.
- Les Napoléon et les frontières de France, 1874.
- Histoire de France depuis 1789 jusqu'à nos jours, 1878-1885.